# Psalm 38

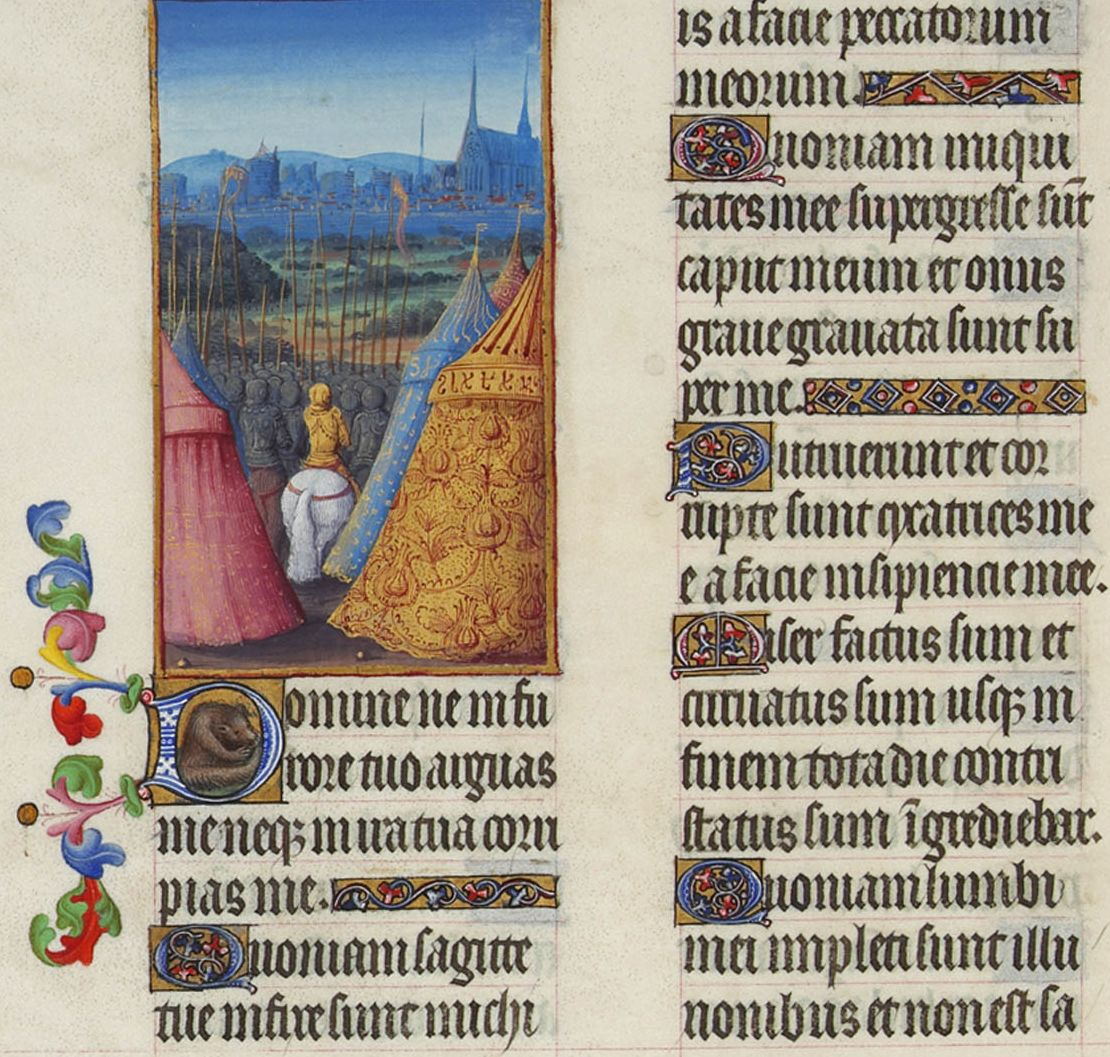
Psalm 38, Vulgata, Très Riches Heures, Musée Condé, Chantilly

Der 38. Psalm (nach griechischer Zählung der 37.) ist ein Psalm Davids aus dem ersten Buch des Psalters. Er wird zur Gruppe der sogenannten Bußpsalmen gezählt.

## Inhalt
Der Psalm beginnt – nach einer Zuschreibung zu David und der Einordnung zum Gedenkopfer (Vers 1) – damit, dass der Psalmbeter seine schwere Krankheit schildert (Vers 2–9). Der Beter sieht die Krankheit dabei als Folge seiner eigenen Sünden an. In den folgenden Versen (Vers 10–21) kommt zur Klage über die schwere Krankheit auch noch die Klage darüber zum Ausdruck, dass sich andere Menschen von ihm abwenden und ihn sogar anfeinden. Diejenigen, die ihm nahe stehen, schrecken vor seiner Krankheit zurück, da sie darin eine Strafe Gottes sehen. Obwohl er um seine eigene Schuld weiß und diese vor Gott eingesteht (Vers 19), wehrt er sich doch gegen die Anschuldigungen. Der Psalm schließt mit einer Bitte an Gott, den Beter nicht zu verlassen und ihm beizustehen (Vers 22–23).

## Rezeption
Der Psalm wurde u. a. in den Chorälen Großer Gott, du liebst Erbarmen (EKG 180), (fr.: Clément Marot, dt.: Matthias Jorissen (1793)) bzw. Herr Jesu Christ, du höchstes Gut (EG 219) von Bartholomäus Ringwaldt (1588) verwendet. Johann Sebastian Bach nahm 1723 mit der Kantate Es ist nichts Gesundes an meinem Leibe (BWV 25) den Psalmvers 4 auf.